# 公募推薦
公募推薦（こうぼすいせん）とは推薦入学の方法の一つであり、大学・短大・専門学校等が一定の条件の下、全国の高等学校を対象に面接、小論文、学力試験などを課して合否を判定する入学試験の制度の一つ。指定校推薦と異なり、大学が求める出願条件を満たし、高等学校長の推薦があれば出願できる。原則として現役生が対象ではあるが、浪人生も受験が可能な学校もある。

## 概要
公募推薦は「公募制一般推薦」と「公募制特別推薦」に大別できる。前者は、大学ごとの出願資格を満たして、出身学校の校長から推薦された生徒が受験可能であり、評定平均値に基準があることが多い。後者はスポーツや文化活動における実績などが評価され、評定平均値に基準があることは少ない。毎年6月頃に募集要項が出始め、11月から12月の中頃ぐらいの時期に選抜が行われる。
大学への編入学試験において、多くの国立大学の理系学部（工学部、理学部など）が短大生、高専生を対象に公募推薦入試を行っている。
2021年度から公募推薦と指定校推薦は学校推薦型選抜と名称が変わる。
公募推薦の各制度や類似制度については、関連項目を参照のこと。